# احیای مردگان
احیای مردگان (به انگلیسی: Bringing Out the Dead) فیلمی در ژانر درام محصول سال ۱۹۹۹ به کارگردانی مارتین اسکورسیزی است. در این فیلم بازیگرانی همچون نیکلاس کیج، پاتریشا آرکت، جان گودمن، وینگ ریمز، تام سایزمور، مارک آنتونی، کلیف کرتیس، مری بت هرت، آیدا تورتورو، فیلیس سامرویل، کویین لطیفه و مارتین اسکورسیزی ایفای نقش کرده‌اند.